# Kiesteich Ruther Marsch
Der Kiesteich Ruther Marsch ist ein ehemaliges Naturschutzgebiet in der niedersächsischen Stadt Sarstedt im Landkreis Hildesheim.
Das Naturschutzgebiet war rund 17 Hektar groß. Es wurde 1985 ausgewiesen (Datum der Verordnung: 8. März 1985) und ging im Oktober 2001 in dem neu ausgewiesenen Naturschutzgebiet „Leineaue zwischen Ruthe und Koldingen“ auf.
Das ehemalige Naturschutzgebiet liegt in der Leineaue nordwestlich von Sarstedt. Es stellte einen Kiesteich mit einer Insel und die umgebenden Uferbereiche in der Leineaue, in der seit den 1960er-Jahren Kies abgebaut wird, unter Schutz. Die Uferzonen und Brachflächen hatten sich nach der Aufgabe des Kiesabbaus in diesem Kiesteich naturnah entwickelt. Das Naturschutzgebiet war von Grünland umgeben, das in der ansonsten intensiv ackerbaulich genutzten Umgebung eine wichtige Pufferfunktion übernahm. Nach Nordwesten schloss sich ein weiterer Kiesteich an.